# Route B8 (Chypre)
Pour les articles homonymes, voir B8 et Route B8.
La route B8 est une route chypriote reliant Limassol à Troodos,.

## Tracé
- Limassol
- Trimíklini
- Moniátis
- Troodos